# Mokra (województwo opolskie)
Mokra (dodatkowa nazwa w j. niem. Mokrau) – wieś w Polsce, położona w województwie opolskim, w powiecie prudnickim, w gminie Biała. Historycznie leży na Górnym Śląsku, na ziemi prudnickiej. Położona jest na terenie Równiny Niemodlińskiej, będącej częścią Niziny Śląskiej. Przepływa przez nią rzeka Biała.
W latach 1975–1998 miejscowość należała administracyjnie do ówczesnego województwa opolskiego.
Według danych na 2011 wieś była zamieszkana przez 163 osoby.

## Geografia

### Położenie
Wieś jest położona w południowo-zachodniej Polsce, w województwie opolskim, około 11 km od granicy z Czechami, w północno-wschodniej części Równiny Niemodlińskiej. Należy do Euroregionu Pradziad.

### Środowisko naturalne
W Mokrej panuje klimat umiarkowany ciepły. Średnia temperatura roczna wynosi +8,3 °C. Duże zróżnicowanie dotyczy termicznych pór roku. Średnie roczne opady atmosferyczne w rejonie Mokrej wynoszą 611 mm. Dominują wiatry zachodnie.

## Nazwa
Topograficzny opis Górnego Śląska z 1865 roku notuje wieś pod obecnie stosowaną, polską nazwą Mokra, a także zgermanizowaną Mokrau we fragmencie „Mockrau (1574 Mockry, polnisch Mokra)”. Ze względu na polskie pochodzenie nazwy nazistowska administracja III Rzeszy w 1936 roku wprowadziła nową, całkowicie niemiecką nazwę – Nassau O.S. 9 września 1947 r. nadano miejscowości polską nazwę Mokra.
W gwarach prudnickich nazwa miejscowości występuje jako Mokrĕ lub Mokra (odmiana: dzie miyszkył? na Mokryj, w Mokryj; jadã na Mokrã, do Mokry; miyndzy Prudnikã, a Mokrył).

## Historia

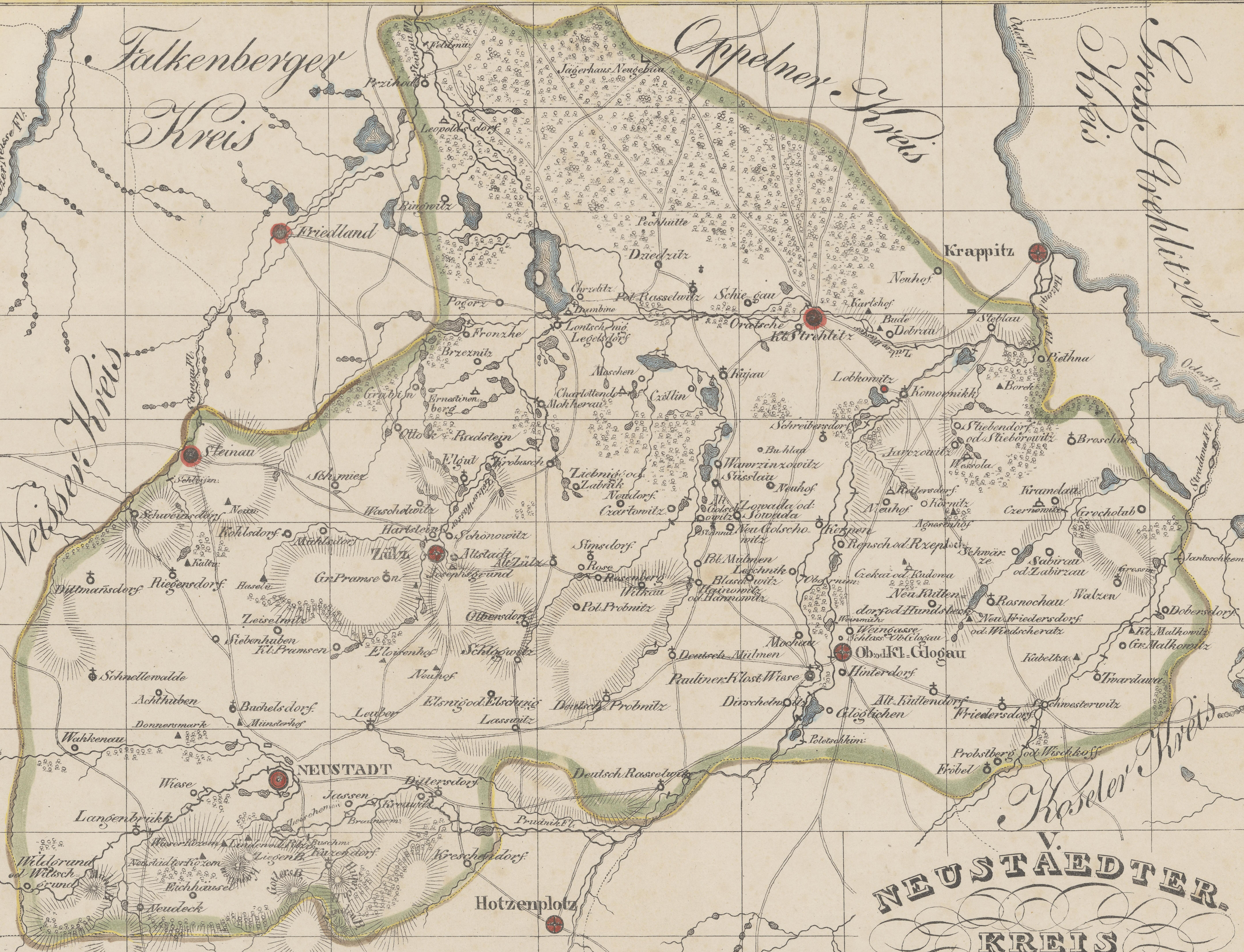
Mokra (Mokkerau) wśród miejscowości ziemi prudnickiej na mapie z XIX wieku

Pierwsza wzmianka o wsi pochodzi z 1384.

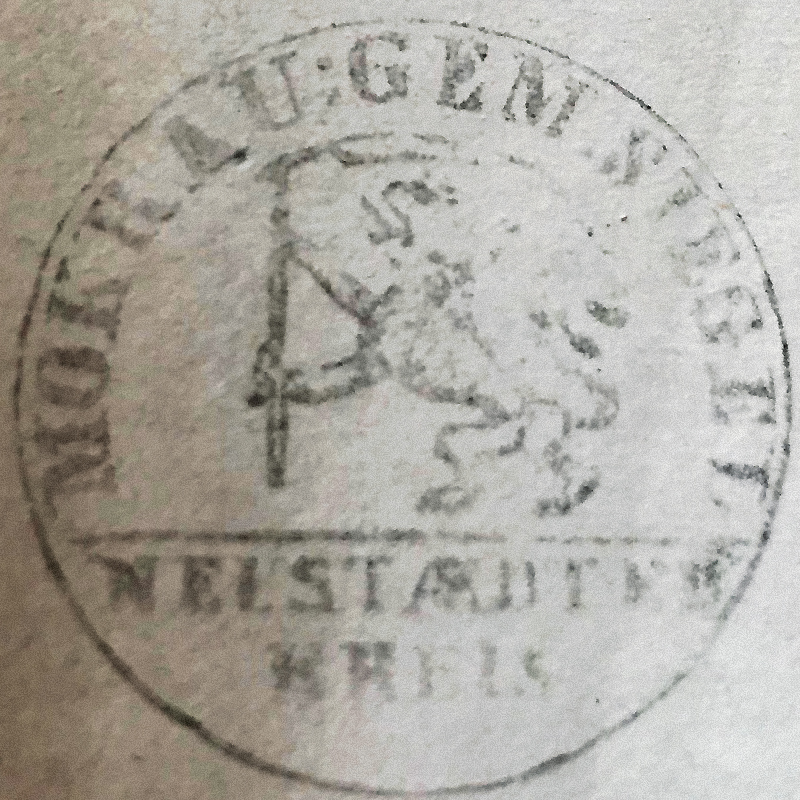
Pieczęć Mokrej (1872)

Miejscowość składała się z folwarku i wsi. W XIX wieku odbywała się tu specjalistyczna uprawa pszenicy i rzepaku. Wieś była własnością zamku w Chrzelicach. Do 1742 wieś należała do powiatu sądowego głogóweckiego w Monarchii Habsburgów. Po I wojnie śląskiej znalazła się w granicach Królestwa Prus i weszła w skład powiatu prudnickiego w prowincji Śląsk. Wieś posiadała swoją własną pieczęć, która przedstawiała w polu wspiętego lwa trzymającego kosę, zwróconego w prawo, a w otoku napis: MOKRAU: GEM. SIEGEL / NEUSTAEDTER KREIS (pol. Gmina Mokra / Powiat Prudnicki).

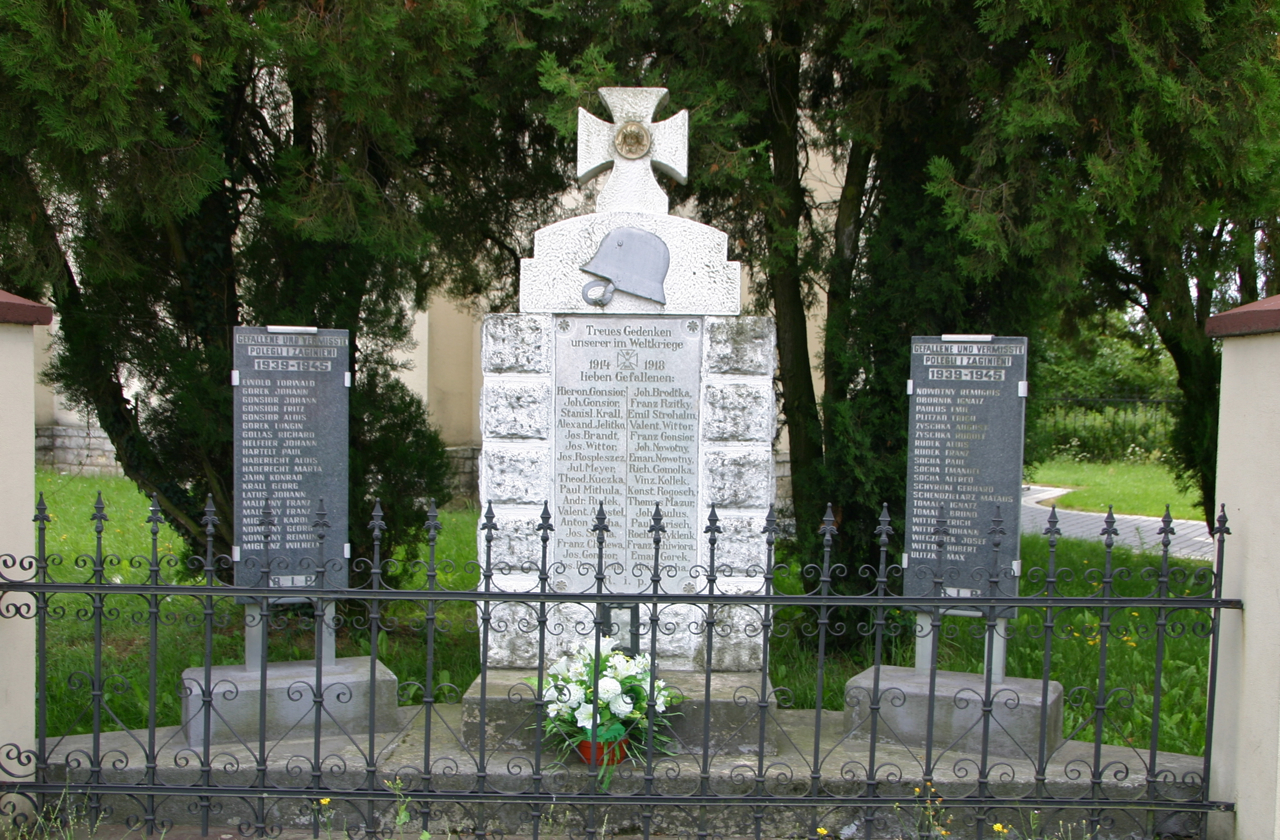
Pomnik upamiętniający mieszkańców wsi, którzy zginęli podczas I wojny światowej

Według spisu ludności z 1 grudnia 1910, na 316 mieszkańców Mokrej 13 posługiwało się językiem niemieckim, a 303 językiem polskim. Po I wojnie światowej we wsi powstał pomnik upamiętniający mieszkańców wsi, którzy zginęli podczas niej. W czasie II powstania śląskiego w Mokrej rozlokowano polskie oddziały powstańcze. W 1921 w zasięgu plebiscytu na Górnym Śląsku znalazła się tylko część powiatu prudnickiego. Mokra znalazła się po stronie wschodniej, w obszarze objętym plebiscytem, w obwodzie nr 8 powiatu prudnickiego. Do głosowania uprawnionych było w Mokrej 277 osób, z czego 170, ok. 61,4%, stanowili mieszkańcy (w tym 160, ok. 57,8% całości, mieszkańcy urodzeni w miejscowości). Oddano 274 głosy (ok. 98,9% uprawnionych), w tym 274 (100%) ważne; za Niemcami głosowało 241 osób (ok. 88%), a za Polską 33 osoby (ok. 12%).
Podczas II wojny światowej, w marcu 1945 wieś była jedną z miejscowości powiatu prudnickiego, które zostały przystosowane przez Niemców do obrony przed Armią Czerwoną. Została ona otoczona rowem. Zajęli ją zmierzający do Prudnika żołnierze 1 Frontu Ukraińskiego.
W latach 1945–1950 Mokra należała do województwa śląskiego, a od 1950 do województwa opolskiego.
W latach 1945–1954 i 1973–1975 wieś należała do gminy Łącznik.
W 1949 we wsi znajdowały się między innymi: szkoła podstawowa prowadzona przez Inspektorat Szkolny w Prudniku, kotlarz.

## Mieszkańcy
Miejscowość zamieszkiwana jest przez mniejszość niemiecką oraz Ślązaków. Mieszkańcy wsi posługują się gwarą prudnicką, będącą odmianą dialektu śląskiego.

### Liczba mieszkańców wsi
- 1871 – 286[27]
- 1885 – 281[28]
- 1905 – 254[29]
- 1910 – 316[14]
- 1933 – 394[30]
- 1939 – 392[30]
- 1966 – 285[31]
- 1998 – 196[32]
- 2002 – 196[32]
- 2009 – 159[32]
- 2011 – 163[32]
- 2013 – 154[33]

## Zabytki
Zgodnie z gminną ewidencją zabytków w Mokrej chronione są:
- kościół filialny pw. św. Jadwigi
- szkoła, nr 2

## Transport

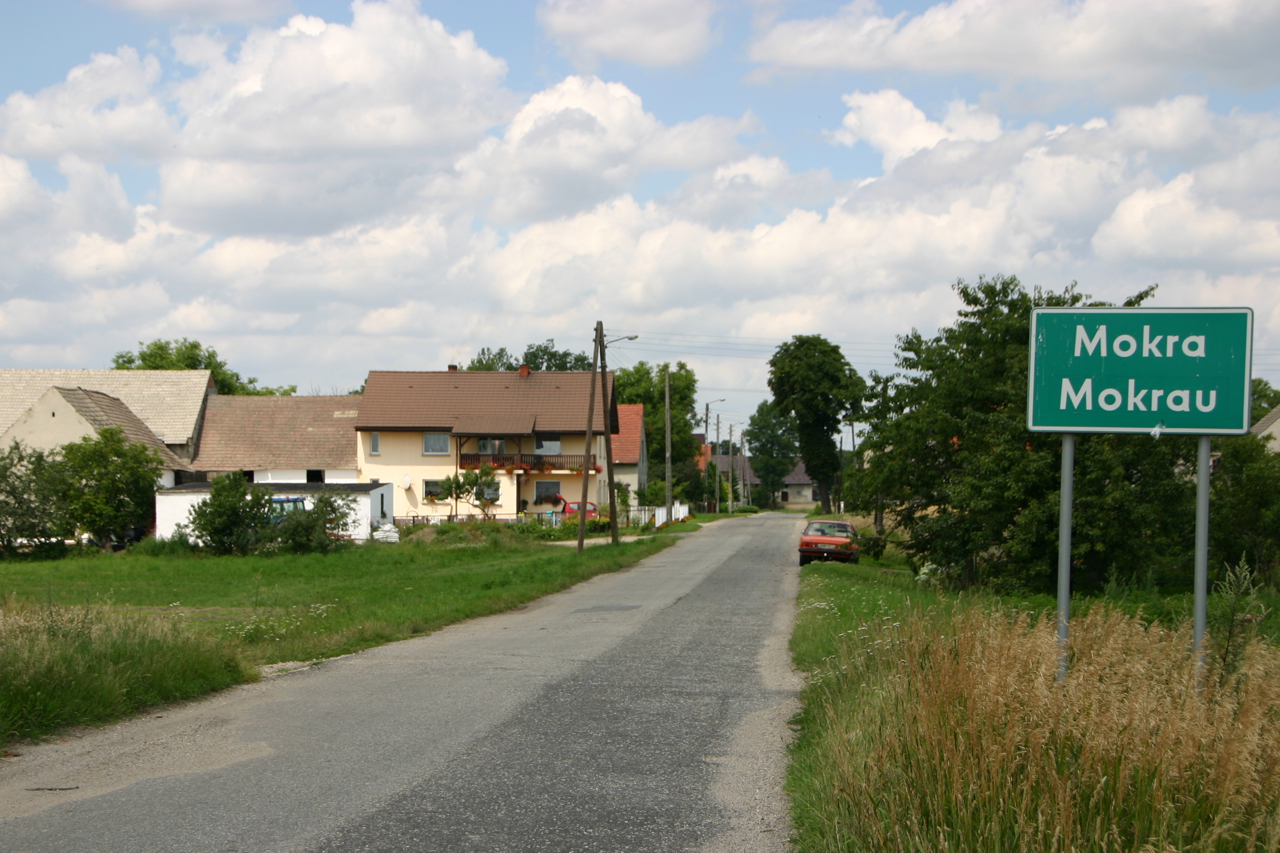
Wjazd do Mokrej

W zarządzie Wydziału Drogownictwa Starostwa Powiatowego w Prudniku znajduje się droga powiatowa nr 1268O relacji Łącznik – Mokra – Radostynia – Ligota Bialska.
Mokra posiada połączenia autobusowe z Białą, Głuchołazami, Krapkowicami, Opolem, Prudnikiem, Strzeleczkami, Złotnikami. We wsi znajduje się jeden przystanek autobusowy.

## Religia
W Mokrej znajduje się katolicki kościół św. Jadwigi Śląskiej, który należy do parafii Nawiedzenia Najświętszej Maryi Panny w Łączniku (dekanat Biała).

## Turystyka
Oddział PTTK „Sudetów Wschodnich” w Prudniku ustanowił turystyczną Odznakę Krajoznawczą Ziemi Prudnickiej, którą zdobywa się poprzez zwiedzenie odpowiedniej liczby obiektów w miejscowościach położonych na ziemi prudnickiej, w tym w Mokrej.

### Szlaki turystyczne
Przez Mokrą prowadzą szlaki turystyczne:
- Szlakami bociana białego (46,6 km): Biała – Solec – Olbrachcice – Wierzch – Wilków – Rostkowice – Mokra – Łącznik – Brzeźnica – Górka Prudnicka – Ligota Bialska – Biała[39]
- Szlakiem zabytkowych kościołów (9,12 km): Prężyna – Biała – Śmicz – Miłowice – Kolnowice – Otoki – Ligota Bialska – Krobusz – Dębina – Łącznik – Mokra – Żabnik – Gostomia – Solec – Olbrachcice[40]

### Szlaki rowerowe
Przez Mokrą prowadzi szlak rowerowy:
- Trasa rowerowa PTTK nr 261-c: Biała – Stare Miasto – Solec – Olbrachcice – Wierzch – Wilków – Rostkowice – Gostomia – Krobusz – Radostynia – Mokra – Łącznik – Brzeźnica – Górka Prudnicka – Ligota Bialska – Biała

## Bezpieczeństwo
Miejscowość jest pod opieką dzielnicowego rejonu służbowego nr 15 Komendy Powiatowej Policji w Prudniku (Posterunek Policji w Białej).
Teren wsi, jak i całej gminy Biała, położony jest w strefie nadgranicznej w związku z czym Straż Graniczna dysponuje, na tym obszarze, specjalnymi kompetencjami w zakresie bezpieczeństwa. Gminę Biała obejmuje zasięgiem służbowym placówka Straży Granicznej w Opolu ze Śląskiego Oddziału SG.